# ایستگاه راه‌آهن همدان
ایستگاه راه‌آهن شهر همدان در ۱۲ کیلومتری مرکز شهر همدان (میدان_امام) واقع شده‌است
این ایستگاه در نزدیکی روستای رباط شورین واقع شده‌است
به دلیل دور بودن آن مقرر شد بعد از ساخت ایستگاه راه‌آهن در درون شهر همدان این ایستگاه به ایستگاه باری تبدیل شود ولی تا آن زمان این ایستگاه به عنوان ایستگاه مسافربری استفاده می‌شود
این ایستگاه همراه با خط راه‌آهن تهران-همدان در اردیبهشت ماه سال ۱۳۹۶ توسط رئیس‌جمهور وقت ایران حسن روحانی افتتاح شد.
مساحت زیربنای ساختمان‌های ایستگاه باربری شورین ۱۱ هزار و ۳۱۲ مترمربع شامل ساختمان نگهبانی، ساختمان اصلی ترمینال مسافری، نمازخانه، پلیس، ژنراتور، پست برق، منبع زمینی آب ۱۰۰۰ مترمکعبی، منبع هوایی ۱۵۰ مترمکعبی، ساختمان علائم و ارتباطات، خوابگپاه لوکوموتیورانان، دپوی تعمیرات، ساختمان منابع سوخت و سکوی سوخت‌گیری، انبار روغن‌آلات جریه، انبار کالا، درزین‌خانه، انبار وسایل کار خط، انبار سوخت روغن درزین، زیرگذر عابر مابین سکوها، شن‌گیری مکانیزه، سایه‌بان سکو، فنس و دیواره محوطه، محوطه‌سازی و کارهای ساختمانی و تأسیسات برقی و مکانیکی و عملیات خاکی، سالن اصلی، اداری، خدماتی، تأسیسات و فضای سرپوشیده اطراف ساختمان است.